# بسطام اليشكري
شوذب بسطام بن مري اليشكري البكري الخارجي (55 هـ - 102 هـ / 675م - 721م) احد زعماء الخوارج الحرورية خرج في سنة 101 هـ في أخر أيام الخليفة الأموي عمر بن عبد العزيز وقتل عامله على الموصل، ثم وجه إليه الخليفة يزيد بن عبد الملك جيشاً قضى عليه وقتله مع أصحابه في عام 102 هـ.

## خروجه
خرج شوذب اليشكري في أخر أيام الخليفة عمر بن عبد العزيز بن مروان بن الحكم الأموي وحارب عامل الموصل وقتله، وتزامن ذلك مع وفاة عمر بن عبد العزيز وتولي يزيد بن عبد الملك الأموي الخلافة، وإنشغل يزيد بن عبد الملك عن شوذب الخارجي بثورة الوالي المتمرد يزيد بن المهلب، فلما ظفر يزيد بن عبد الملك بابن المهلب وقتله وهزم أصحابه، أمر أمير العراق أخوه مسلمة بن عبد الملك بقتال شوذب، فوجه مسلمة السحاح الأزدي فقتله شوذب وهزم أصحابه، فوجه إليه مسلمة جيشاً فهزمهم شوذب أيضاً، وعسكر شوذب في مكان في العراق يسمى جوخى، فوجه إليه مسلمة جيشاً وعليه سعيد بن عمرو الحرشي فظفر بهم سعيد وقتل شوذب وجميع أصحابه.